# هايلي راسو
هايلي إيما راسو (بالإنجليزية: Hayley Raso) (ولدت 5 سبتمبر 1994)، لاعبة كرة قدم أسترالية. تلعب حاليا لنادي بورتلاند ثورنز في مركز الجناح. تلعب هايلي مع المنتخب الأسترالي منذ 2012، وفازت ببطولة الأمم سنة 2017 مع الماتيلدا.

## المسيرة الكروية

### كانبيرا يونايتد
دُعيت هايلي للتدريب في أكاديمية كوينزلاند الرياضية، ولكن هذا لم يسفر عن حصولها على منحة. بعد تجربة ناجحة مع كانبيرا يونايتد، وقعت هايلي مع النادي في موسم 2011–12. ظهرت في سبع مباريات مع الفريق ذلك الموسم ، وكانت أحد لاعبي الفريق الذي فاز بالدوري الأسترالي في النهائي.
بقيت هايلي مع الفريق في موسم 2012–13، وسجلت أول هدف في مسيرتها ضد نيوكاسل جيتس في 27 أكتوبر 2012. أنهت الموسم بتسجيلها 4 أهداف في 10 مباريات لنادي كانبيرا.

### بريزبان رور
في بداية موسم 2013–14، اختارت هايلي الذهاب إلى مدينة بريزبان مسقط رأسها واللعب لنادي بريزبان رور. مبارتها الأولى مع الفريق كانت ضد كانبيرا في 9 نوفمبر، لكن الفريق خسر بنتيجة 3-0. سجلت هدفها الأول مع النادي ضد ويسترن سيدني في 1 ديسمبر 2013.

### واشنطن سبيرت
في يونيو 2015، وقعت هايلي مع نادي واشنطن سبيرت في الدوري الوطني للسيدات بعد انتهاء كأس العالم. مشاركتها الأولى أتت في 18 يوليو 2015 ضد نادي سياتل رين، حيث دخلت كبديل في الدقيقة 73 لتساعد فريقها في المحافظة على انتصاره. تَنَازَل النادي عنها في أبريل 2016.

### بورتلاند ثورنز
بعد فترة قصيرة من مغادرتها واشنطن سبيرت، كسب نادي بورتلاند ثورنز حقوق عقدها. في الجزء الأكبر من موسم 2016، كانت راسو تشارك كبديلة في آخر المباراة. أصبحت لاعبة منتظمة في صفوف النادي بعد إصابة توبين هيث في موسم 2017، وسجلت هدفها الأول في دوري إن دبليو إس إل في 28 يونيو 2017.

#### الإعارة
أعيرت هايلي في 10 أكتوبر 2016، إلى نادي كانبيرا يونايتد لتلعب في موسم 2016–17 في الدوري الأسترالي. وبعد نهاية موسمها الثاني مع بورتلاند ثورنز، رجعت لناديها السابق بريزبان رور في صفقة إعارة.

## مسيرتها الدولية
استدعت هايلي إلى صفوف المنتخب الأسترالي في يونيو 2012. لعبت مباراتها الأولى ضد منتخب نيوزيلندا في 24 يونيو. كانت جزء من منتخب أستراليا تحت 20 في كأس أمم آسيا 2013.

## وصلات خارجية
- هايلي راسو على موقع الاتحاد الدولي (مؤرشف)  (الإنجليزية)
- هايلي راسو على موقع الاتحاد الأوربي (الإنجليزية)
- هايلي راسو على موقع قاعدة بيانات كرة القدم.إي يو (الإنجليزية)
- هايلي راسو على موقع Soccerway.com (الإنجليزية)
- هايلي راسو على موقع عالم كرة القدم.نت (الإنجليزية)
- هايلي راسو على موقع اللجنة الأولمبية الدولية (الإنجليزية)
- هايلي راسو على موقع أوليمبيديا (الإنجليزية)
- هايلي راسو على موقع اللجنة الأولمبية الأسترالية (الإنجليزية)
- صفحة اللاعبة في موقع الدوري الأمريكي
- صفحة منتخب سيدات أستراليا في موقع كورة